# Tivodrassus farias
Tivodrassus farias är en spindelart som beskrevs av Norman I. Platnick och Mohammad U. Shadab 1976. Tivodrassus farias ingår i släktet Tivodrassus och familjen Prodidomidae. Inga underarter finns listade i Catalogue of Life.